# Agios Kirykos
Agios Kirykos (Grieks: Άγιος Κήρυκος) is een deelgemeente in de fusiegemeente Ikaria op het eiland Ikaria, in de bestuurlijke regio (periferia) Noord-Egeïsche Eilanden. De deelgemeente telt 3243 inwoners (2001). Agios Kirykos is de hoofdplaats van fusiegemeente.
De stad is genoemd naar de heilige Quiricus.